# كريستيان لاغوس
كريستيان لاغوس (بالإسبانية: Cristian Lagos)‏ هو لاعب كرة قدم كوستاريكي في مركز الهجوم، ولد في 17 أغسطس 1984 في Ciudad Cortés ‏ في كوستاريكا. شارك مع منتخب كوستاريكا لكرة القدم. أما مع النوادي، فقد لعب مع ديبورتيفو بيتابا وديبورتيفو سابريسا ونادي تشرتشل براذرز.

## وصلات خارجية
- كريستيان لاغوس على موقع قاعدة بيانات كرة القدم.إي يو (الإنجليزية)
- كريستيان لاغوس على موقع ناشيونال فوتبول تيمز (الإنجليزية)
- كريستيان لاغوس على موقع Soccerway.com (الإنجليزية)